# Доне Липитков
Андон (Доне) Липитков е български революционер, деец на Вътрешната македоно-одринска революционна организация.

## Биография
Лепитков е роден в леринското село Любетино, тогава в Османската империя, днес Педино, Гърция. Участва в Илинденско-Преображенското въстание през лятото на 1903 година като селски войвода и с четата си участва в превземането на Невеска. След потушаването на въстанието се легализира. Задържан е от властите и затворен в Битоля. Амнистиран е в 1904 година. Убит в 1905 край село Спанци.